# James Kwambai
James Kipsang Kwambai (28 febbraio 1983) è un maratoneta keniota.

## Biografia
Specialista della maratona, è autore della quinta prestazione mondiale di tutti i tempi sulla distanza, con un record personale di 2h04'27", ottenuto nell'aprile del 2009 nella maratona di Rotterdam, nella quale è giunto secondo allo sprint finale con il connazionale Duncan Kibet, accreditato dello stesso tempo, tuttora record della corsa. Vincitore di numerose gare, nella maratona di Berlino del 2008 giunge secondo dietro Haile Gebrselassie, autore in quella gara del record del mondo.
Ha vinto la mezza maratona di Marsiglia nel 2002, battendo il record della corsa di oltre 1 minuto, nel 2006 vince la maratona di Brescia e quella di Pechino, dove era all'esordio sulla distanza dei 42,195 km.

## Altre competizioni internazionali
2002
- 14º alla Eldoret Half Marathon ( Eldoret) - 1h03'58"
- Oro alla Marseille-Cassis Classique Internationale, 20 km ( Marsiglia) - 59'01"
- 8º alla Peachtree Road Race ( Atlanta) - 28'17"
- Oro al Trofeo Asics Run ( Cuneo) - 28'07"
- Argento alla Gran Pacífico ( Mazatlán) - 28'30"
- 4º alla Greater Clarksburg ( Clarksburg) - 29'12"
- 8º alla Herborner Adventslauf ( Herborn), 8,32 km - 24'45"

2003
- Oro alla Mezza maratona di Udine ( Udine) - 1h00'38"
- Bronzo alla Berlin Half Marathon ( Berlino) - 1h01'56"
- Argento alla San Blas Half Marathon ( Coamo) - 1h04'57"
- 5º alla Mezza maratona di Coban ( Cobán) - 1h05'14"
- 8º alla Crescent City Classic ( New Orleans) - 28'51"

2004
- Oro alla Mezza maratona di Udine ( Udine) - 1h00'22"
- Bronzo alla Eldoret Half Marathon ( Eldoret) - 1h01'43"
- Argento alla San Blas Half Marathon ( Coamo) - 1h03'56"
- 4º alla Marseille-Cassis Classique Internationale, 20 km ( Marsiglia) - 1h02'36"
- 6º al Giro Podistico Internazionale di Pettinengo ( Pettinengo), 9,5 km - 27'21"

2005
- Oro alla Roma-Ostia ( Roma) - 1h00'45"
- Argento alla Rock 'n' Roll Virginia Beach Half Marathon ( Virginia Beach) - 1h01'05"
- Oro alla Bogotá Half Marathon ( Bogotà) - 1h03'10"
- Oro alla San Blas Half Marathon ( Coamo) - 1h03'45"
- 7º alla Lagos Half Marathon ( Lagos) - 1h06'58"

2006
- Oro alla Maratona di Brescia ( Brescia) - 2h10'20"
- Oro alla Beijing Marathon ( Pechino) - 2h10'36"
- Oro alla Rock 'n' Roll Virginia Beach Half Marathon ( Virginia Beach) - 1h03'30"
- Argento alla Bogotá Half Marathon ( Bogotà) - 1h03'05"
- Argento alla San Blas Half Marathon ( Coamo) - 1h04'42"

2007
- Argento alla Maratona di Boston ( Boston) - 2h14'33"
- 5º alla Maratona di New York ( New York) - 2h10'54"
- 4º alla New York City Half Marathon ( New York) - 1h01'03"
- 7º alla San Blas Half Marathon ( Coamo) - 1h05'56"

2008
- Argento alla Maratona di Berlino ( Berlino) - 2h05'36"
- 8º alla Maratona di Boston ( Boston) - 2h15'52"
- Argento alla Roma-Ostia ( Roma) - 1h00'22"
- Oro alla Rock 'n' Roll Virginia Beach Half Marathon ( Virginia Beach) - 1h02'11"
- Oro alla Corrida Internacional de São Silvestre ( San Paolo)

2009
- Argento alla Maratona di Rotterdam ( Rotterdam) - 2h04'27"
- Bronzo alla Rotterdam Half Marathon ( Rotterdam) - 59'09"
- Oro alla San Blas Half Marathon ( Coamo) - 1h02'21"
- Oro alla Corrida Internacional de São Silvestre ( San Paolo)
- Oro alla Corri Trieste ( Trieste), 4 km - 13'00"

2010
- 5º alla Maratona di New York ( New York) - 2h11'31"
- Argento alla San Blas Half Marathon ( Coamo) - 1h03'13"
- Bronzo alla Corrida Internacional de São Silvestre ( San Paolo) - 45'16"
- 4º al Giro podistico internazionale di Castelbuono ( Castelbuono) - 35'17"

2011
- Oro alla Maratona di Seul ( Seul) - 2h08'50"
- 6º alla City-Pier-City ( L'Aia) - 1h00'01"
- Argento alla Rio de Janeiro Half Marathon ( Rio de Janeiro) - 1h01'36"
- 8º alla Mezza maratona di Udine ( Udine) - 1h02'06"
- Oro alla San Blas Half Marathon ( Coamo) - 1h03'09"

2012
- Argento alla Maratona di Seul ( Seul) - 2h06'03"
- 6º alla Mezza maratona di Porto ( Porto) - 1h03'00"
- Argento alla San Blas Half Marathon ( Coamo) - 1h05'15"
- 4º alla Nacht von Borgholzhausen ( Borgholzhausen), 6 miglia - 27'32"

2013
- 6º alla Maratona di Tokyo ( Tokyo) - 2h08'02"
- Oro alla Maratona di Seul ( Seul) - 2h06'25"

2014
- 6º alla Maratona di Seul ( Seul) - 2h07'38"

2015
- 4º alla Maratona di Seul ( Seul) - 2h09'23"

2016
- Oro alla Daegu Marathon ( Taegu) - 2h10'46"
- Bronzo alla Gyeongi International Half Marathon ( Gyeongi) - 1h04'27"

2017
- 8º alla Lanzhou International Marathon ( Lanzhou) - 2h17'45"